# Dreißigjähriger Frieden
Als Dreißigjährige Frieden wird ein Vertrag bezeichnet, der 446/445 v. Chr. zwischen den antiken griechischen Stadtstaaten Athen und Sparta unterzeichnet wurde. Der Vertrag beendete den Konflikt, der allgemein als Erster Peloponnesischer Krieg bekannt ist und seit dem Jahr c. 460 v. Chr. andauerte.

## Hintergrund
Ziel des Vertrags war es, einen weiteren Kriegsausbruch zu verhindern. Letztendlich scheiterte der Friedensvertrag mit dem Ausbruch des Zweiten Peloponnesischen Krieges im Jahr 431 v. Chr. daran, sein Ziel zu erreichen.
Athen war gezwungen, alle Besitztümer auf dem Peloponnes aufzugeben, einschließlich der megarischen Häfen von Nisaia und Pagai sowie Troizen und Achaia in Argolis, doch die Spartaner stimmten zu, den Athenern zu erlauben, Naupaktus zu behalten. Der Vertrag schloss auch einen bewaffneten Konflikt zwischen Sparta und Athen aus, wenn mindestens einer der beiden ein Schiedsverfahren wünschte. Neutrale Poleis konnten sich jeder Seite anschließen, Sparta oder Athen, was bedeutete, dass es für jede Seite eine formalisierte Liste von Verbündeten gab. Athen und Sparta würden alle anderen Gebiete bis zur Schiedsgerichtsbarkeit behalten. Es erkannte auch beide Ligen als legitim an, was Athen und seinem neu gegründeten Reich in der Ägäis Auftrieb gab.
Der Dreißigjährige Frieden dauerte jedoch nur fünfzehn Jahre und endete, nachdem die Spartaner den Athenern den Krieg erklärt hatten. Während des Friedens unternahmen die Athener Schritte, um den Waffenstillstand zu untergraben, indem sie sich 435 v. Chr. am Streit um Epidamnus und Kerkyra beteiligten, was die Korinther, die Verbündete Spartas waren, verärgerte. Athen verhängte Handelssanktionen gegen den spartanischen Verbündeten Megara wegen seiner Beteiligung am Streit zwischen Korinth und Korkyran. Im Jahr 432 griff Athen Potidaea an, das ein aufgeführter Verbündeter, aber eine korinthische Kolonie war. Die Streitigkeiten veranlassten die Spartaner zu der Erklärung, dass die Athener gegen den Vertrag verstoßen hätten. Sparta erklärte den Krieg, der Dreißigjährige Frieden wurde annulliert und der Zweite Peloponnesische Krieg begann.

## Die Samische Rebellion

Die Delische Liga (431 v. Chr.)

Der Dreißigjährige Frieden wurde erstmals im Jahr 440 v. Chr. auf die Probe gestellt, als Athens mächtiger Verbündeter Samos aus seinem Bündnis mit Athen rebellierte. Die Rebellen sicherten sich schnell die Unterstützung eines persischen Satrapen, und Athen sah sich mit Aufständen im gesamten Reich konfrontiert. Wenn die Spartaner in diesem Moment eingegriffen hätten, wären sie in der Lage gewesen, die Athener zu vernichten, die sich in einer verwundbaren Lage befanden. Als die Spartaner jedoch einen Kongress einberiefen, um zu besprechen, ob sie in den Krieg ziehen sollten oder nicht, beschlossen sie, nicht in den Krieg zu ziehen. Die Korinther waren dafür bekannt, dass sie sich dem Krieg mit den Athenern widersetzten.

## Korkyra und Korinth

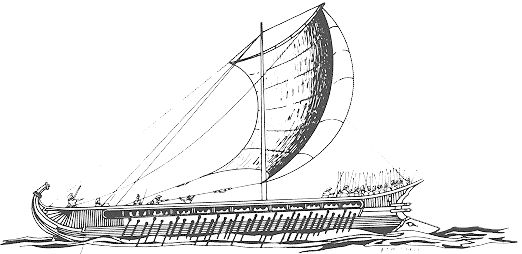
Antike griechische Trireme, aus denen die Marine von Athen, Kerkyra und Korinth bestand.

Der Krieg zwischen Kerkyra und Korinth verursachte Friedensprobleme und war eine der unmittelbaren Ursachen für das Ende des Dreißigjährigen Friedens und den Beginn des Peloponnesischen Krieges. Der Streit drehte sich um ein kleines fernes Land, Epidamnus. Kerkyra ging nach Athen, um um Hilfe zu bitten. Das Argument war, dass es in Griechenland drei Flotten gab, die es wert seien, erwähnt zu werden: die athenische Flotte, die kerkyräische Flotte und die korinthische Flotte. Wenn die Korinther zuerst die Kontrolle über die kerkyräische Flotte erlangen würden, würde Athen sehen, wie aus zwei von ihnen eins würde, und es müsste gleichzeitig gegen die kerkyräische und die peloponnesische Flotte kämpfen. Wenn Athen die Bitte der Kerkyräer, seine Kräfte zu bündeln, annahm, wäre es in der Lage, mit Hilfe der kerkyräischen Flotte den Peloponnes zu bekämpfen. Das korinthische Gegenargument war, dass der Vertrag zwar vorsehe, dass jede nicht registrierte Stadt sich jeder Seite anschließen könne, die sie wolle, die Klausel jedoch nicht für diejenigen gedacht sei, die sich einer Seite anschließen, um der anderen zu schaden.
Die Entscheidung Athens bestand darin, ein Bündnis einzugehen, welches nur defensiv war (Epimachia), statt eines sowohl offensiven als auch defensiven Bündnisses, was ungewöhnlich war (Symmachia) und die erste derartige Beziehung ist, die bekannt ist. Die Entscheidung führte zum Krieg mit den Korinthern.
Die Schlacht bei den Sybota-Inseln war eine der Schlachten, die den Konflikt auslösten. Die Athener waren gezwungen, gegen die Korinther zu kämpfen, was dem Friedensvertrag noch weiter schadete.